# ジーザス・クライスト・スーパースター
『ジーザス・クライスト・スーパースター』 (Jesus Christ Superstar) は、聖書を題材にイエス・キリストの最後の7日間を描いた、台詞のない音楽と歌曲のみで物語が進行するロック・オペラ。アンドリュー・ロイド・ウェバーが作曲、ティム・ライスが作詞をそれぞれ担当した。福音書の受難に関する記述、ジーザス・クライストおよび他の登場人物の心理の描写、ジーザスの弟子たちに対する教えに不満を持つユダの物語を大まかに基にしている。ロック・オペラの歌詞に現代的な意識、感覚、スラングが取り込まれ、政治的描写には現代社会への皮肉が込められている。そのため舞台や映画での描かれ方にはアナクロニズムが存在する。
当初、舞台化は困難とされていたが、コンセプト・アルバム『ジーザス・クライスト・スーパースター (アルバム)』のヒットにより、1971年にブロードウェイで初演された。1980年までに世界中で興行収入2億3,700万ドル以上をあげた。1972年から1980年の8年間、ロンドンで上演され、1989年に『キャッツ』に破られるまでウェスト・エンド・ミュージカルのロングランの記録を持っていた。

## 概要
ひとりの人間として神や民衆の狭間で苦悩する「ジーザス・クライスト」と、その使徒の一人でありながら「裏切り者」の名を浴びて歴史にその名を刻むことになるイスカリオテのユダのふたりに、現代的な視点から「教団主導者には必須なはずの計画性に欠け、早すぎた聖者としての名声の上にあぐらをかいて、新しい方策を見いだすことができないジーザス」と「ジーザスに対する期待があまりにも大きすぎたゆえに、やがてそれは大きな失望となり、ジーザスの存在はローマ支配下にあるユダヤ人社会を危険にさらすものになりかねない、という危惧を抱くようになるユダ」という新しい解釈を加え、その愛憎に満ちた両者の関係に、マグダラのマリアとの愛情に満ちたもうひとつの関係を絡めて、鮮やかに描き出した作品である。
全編で語りの台詞はなく、音楽と歌曲のみで物語が進行するオペラ型式のロックミュージカルである。斬新な演出と芸術性が高く評価され、興行面でも大成功を収めた。ロイド・ウェバーを大ミュージカル作家に押し上げた出世作で、彼のブロードウェイにおけるデビュー作となった。

## あらすじ

### 第1幕
12人の使徒の1人であるユダは、ジーザス・クライストの信者たちが制御がきかずローマ帝国から脅威とされ弾圧されることを危惧している("Heaven on Their Minds")。
他の使徒たちはジーザスと共にエルサレムへ行くことを望んでおり、ジーザスにそのことを尋ねると未来のことを心配するなと返される("What's the Buzz")。マリアはジーザスがくつろげるよう世話をする。ユダはジーザスに、教えと矛盾しているとされて不利益を被る可能性から、娼婦であったマリアと関わるべきではないと語る("Strange Thing Mystifying")。ジーザスはユダに、自分自身に何の罪もない者でなければ他人を裁くべきではないと語る。ジーザスは使徒たちを𠮟責し、誰も自分の教えに忠実な者はいないのかと嘆く。マリアはジーザスに聖油を塗りながらなだめる("Everything's Alright")。ユダは、油に支払う費用は貧民を助けるのに使うべきだと怒る。ジーザスは貧困をなくす方法はなく、今そこにある幸せを喜ぶべきだと応える。
一方、大祭司のカイアファはファリサイ派と司祭たちを召集する。ユダと同様、彼らはジーザスの信者たちがローマ帝国から脅威とされ、その結果として多くのユダヤ人が困難に陥る可能性について恐れている。カイアファは大義のためにジーザスを殺害すべきと結論づける("This Jesus Must Die")。ジーザスと信者たちがエルサレムへの到着を喜んでいると、カイアファがジーザスに群衆の解散を要求する。しかしジーザスは歓喜に沸く群衆に挨拶をする("Hosanna")。使徒の1人であるシモンはジーザスに、群衆を率いてローマ帝国に抗い、絶対的権力を持つことを提案する。ジーザスはこれを拒否し、信者たちの中に真の力を理解している者は誰もいないと語る("Simon Zealotes/Poor Jerusalem")。
ユダヤ属州総督ピラトは1人のガリラヤ人が群衆の手による暴力で亡くなり、非難される夢を見る("Pilate's Dream")。ジーザスは聖堂が市場として使用されていることを知り、怒って皆を追い出す("The Temple")。ハンセン病の人々がジーザスに治癒を願う。人数が増えていき、圧倒されたジーザスは彼らを拒絶する。マリアはジーザスを寝かしつける("Everything's Alright (Reprise)")。ジーザスが眠っている間、マリアはジーザスを愛していることを認識し畏れる("I Don't Know How to Love Him")。
対するユダは自分の言うことを聞いてくれないジーザスに自分を認めさせようと、ファリサイ派の人々を探し出し、ジーザスを捕まえるのを手助けすると提案する。代わりにユダは銀貨30枚を提示される。最初は断るが、カイアファにこれで貧民を助けることができると提案されて受け入れる("Damned for All Time/Blood Money")。

### 第2幕
最後の晩餐において、使徒たちは酔っ払い、ジーザスのことをあまり気にしていない。ジーザスは皆が飲んでいるワインはジーザスの血、パンはジーザスの体かもしれないと語る。ジーザスは使徒たちに自分のことを覚えておいてほしいと語るが、理解に乏しく落胆し、ペトロがのちに3度否認し、他の誰かも自分を裏切ると予見する。ユダはそれは自分だと認め、ジーザスが物事をより良くしようとしないことを理解できないと語り出て行く("The Last Supper")。
残された使徒たちは眠りにつき、ジーザスは祈りのためにゲッセマネの庭園に向かう("Gethsemane (I Only Want to Say)")。ジーザスは神に、自分の使命は成功したものがあるのか、待ち受ける自身の恐ろしい死をなぜ苦しみ待ち続けなければならないのかを怒りを交えて問う。応えはなく、神の意思に逆らうことはできないと悟り、神に委ねる。
ユダがローマ兵士たちと共に到着し、ユダはジーザスの頬にキスをしてローマ兵士たちにジーザスの存在を知らせた("The Arrest")。ジーザスがサンヘドリンの裁判にかけられ、カイアファはジーザスに自身を「神の子」だというのかと質問し、ジーザスは「その通りだ」と応える。アンナスはこれが充分な証拠となると語り、カイアファはジーザスをピラトのもとに送る。一方ペトロはジーザスを知っていることを3人の人々に対して否定する("Peter's Denial")。マリアはジーザスがこれを予言していたことに気付く。
ピラトはジーザスにユダヤ王なのか尋ねる。ジーザスは再び「その通りだ」と応える。ジーザスがガリラヤから来たことから、ピラトは管轄外としてジーザスをヘロデ王のもとに送る("Pilate and Christ")。派手なヘロデ王はジーザスに奇跡を起こして自分が神であることを証明させようとする("King Herod's Song")。しかしジーザスはこれを無視し、ヘロデ王は怒りジーザスをピラトのもとに戻す。マリア、ペトロ、使徒たちはジーザスの信者となった時のことを思い出し、平穏が戻ることを願う("Could We Start Again, Please?")。
ユダはジーザスの辛辣な扱いを恐れる。ユダは永久に裏切者として語り継がれることを危惧し、ファリサイ派の人々に後悔を口にする。カイアファとアンナスは正しいことをしたのだとユダに確信させる。ユダは受け取っていた硬貨を投げ捨て出て行く。ユダは自分を操る神を呪い、自殺をはかる("Judas's Death")。
ジーザスの裁判にて、ピラトはジーザスを尋問しようとするが、ジーザスのはりつけを要求する殺気立った群衆により中断する。ピラトはジーザスは無罪であり死に値しないが、群衆を満足させるためジーザスをむち打ちにかける("Trial Before Pilate")。ピラトはジーザスに自己弁護の機会を与えるが、ジーザスは弱弱しく全ては神の導きであると語る。群衆はジーザスの死を要求し続け、ついにピラトはジーザスのはりつけに仕方なく同意する。
ジーザスのはりつけの前にユダの魂が戻り、なぜジーザスはこの時この機会に来ることを選んだのか、これも神の導きなのかと尋ねる("Superstar")。ジーザスは十字架にはりつけにされ、最後の言葉を発し息絶える("The Crucifixion")。ジーザスの遺体が十字架から下ろされ埋葬される("John Nineteen: Forty-One")。

## 主要登場人物
| 登場人物             | 声域                     | 役柄 |
| -------------------- | ------------------------ | --- |
| ジーザス・クライスト | テノール (A2–G5)         | タイトル・ロール、12人の使徒のリーダー。「神の子」「ユダヤ王」と呼ばれる。                               |
| イスカリオテのユダ   | テノール (D3–D5)         | ジーザスの12人の使徒の1人。貧しい人々を思いやり、ジーザスが有名になっていくことを心配する。              |
| マグダラのマリア     | メゾソプラノ (F3–E♭5)    | ジーザスの信者の女性。自分がジーザスを愛していることに気付く。                                           |
| ピラト               | バリテノール (A2–B♭4)    | ユダヤ属州総督。ジーザスのはりつけの予知夢を見て、自分が過酷な状況下にいることに気付く。                 |
| カイアファ           | バス (C♯2–F4)            | 大祭司。ジーザスを国の脅威とみなす。                                                                     |
| アンナス             | カウンターテナー (G2–D5) | カイアファの側近の司祭。カイアファからジーザスが脅威であると信じ込まされる。                             |
| ペトロ               | バリトン (A2–G4)         | ジーザスの12人の使徒の1人。ジーザスが捕まえられる夜、保身のために3度ジーザスとは知り合いではないと言う。 |
| 熱心党のシモン       | テナー (G3–B4)           | ジーザスの12人の使徒の1人。信者たちをローマ帝国と戦わせるようジーザスに促す。                            |
| ヘロデ王             | バリトン (C♯3–G4)        | ガリラヤの王。ピラトのもとに連れてこられたジーザスが、裁判のために連れてこられる。                       |

## 使用楽曲
| 第1幕 - "Overture" – オーケストラ - "Heaven on Their Minds" – ユダ - "What's the Buzz/Strange Thing, Mystifying" – ジーザス, ユダ, マリア、使徒 - 今宵安らかに "Everything's Alright" – マリア, ユダ, ジーザス, 女性、使徒 - "This Jesus Must Die" – カイアファ, アンナス, 大祭司 - "Hosanna" – ジーザス, カイアファ、カンパニー - "Simon Zealotes/Poor Jerusalem" - シモン, ジーザス、カンパニー - "Pilate's Dream" – ピラト - "The Temple" – ジーザス、ハンセン病患者 - "Everything's Alright (Reprise)" – マリア、ジーザス - "I Don't Know How to Love Him" – マリア - "Damned for All Time/Blood Money" - ユダ, カイアファ, アンナス, コーラス | 第2幕 - "The Last Supper" – ジーザス, ユダ, 使徒 - "Gethsemane (I Only Want to Say)" – ジーザス - "The Arrest" – ユダ, ジーザス, ペトロ, 使徒, カイアファ, アンナス, アンサンブル - "Peter's Denial" – メイド, ペトロ, 兵士, 老人, マリア - "Pilate and Christ" – ピラト, ジーザス, アンナス, アンサンブル - "King Herod's Song" – ヘロデ王 - "Could We Start Again Please?" – マリア, ペトロ, アンサンブル - "Judas' Death" – ユダ, カイアファ, アンナス, アンサンブル - "Trial Before Pilate" – ピラト, ジーザス, カイアファ, アンサンブル - "Superstar" – ユダ, ソウル・シスターズ, エンジェルズ - "The Crucifixion" – ジーザス、アンサンブル - "John Nineteen: Forty-One" – オーケストラ |

## プロダクション
1969年10月10日、物語性を有する歌曲作品としてシングル『Superstar』が発表された。1970年10月27日、『Jesus Christ Superstar』と題した2枚組LPレコードが発売された。ジーザス役にディープ・パープルでリードボーカルを務めるイアン・ギラン、マグダラのマリア役に後にエリック・クラプトンのバックアップボーカルを務めることになるイヴォンヌ・エリマン、ユダ役にマレー・ヘッド、ヘロデ王役にマイク・ダボ、ピラト役にバリー・デネンを起用して製作されると、1971年ビルボード年間アルバム部門で1位を得るなど大好評となった。1971年7月、ペンシルベニア州ピッツバーグにあるシビック・アリーナにて13,000人の観客の前でジーザス役にジェフ・フェンホルト、ユダ役にカール・アンダーソン、マリア役にアルバムと同じエリマンが配役されロック・オペラ・コンサートとして上演された。
1971年8月、MCAレコードの重役のデイヴィッド・スケプナーは、ロンドンのリーズ・ミュージックが同作の権利を所有しており、アメリカ国内の21の非公式プロダクションの閉幕を発表した。スケプナーが発見した最も悪質な権利侵害は、カナダのトロントの劇団が国境を越えてデトロイト交響楽団と共に開幕数時間前に告知し上演したもの、ラスベガス・ヒルトンによる大規模な公演などであった。他に非公式で上演した都市はワシントンD.C.、ボストン、カンザスシティ、ボルチモア、サンフランシスコ、シンシナティ、リッチモンド、ルイビル、クリーブランド、セントルイス、メンフィス、アトランタ、コロンバス、トロイ、ロサンゼルス、ニューオリンズ、ブルックリン、フロリダ州ハリウッドなどであった。裁判所はこれらの都市での閉幕の命令を下した。公式ツアー公演を上演していたプロデューサーのロバート・スティグウッドはこれらの非公式公演を海賊版として容赦なく法的に訴えることで権利を守った。
アルバムの評判は1971年のブロードウェイの舞台公演に繋がった。ブロードウェイは1973年まで、ロンドンは1980年まで続くロングラン公演となった。
ブロードウェイ初演後、様々な言語に翻訳され、フランス、カナダ、オーストラリア、ハンガリー、チェコ、ロシアなど世界約30ヶ国で上演されている。2006年9月からは“Farewell Tour”と銘打ち、映画版でイエス・キリストを演じたテッド・ニーリーとコリー・グローヴァー主演による北米ツアーが行われている。

### オリジナル・ブロードウェイ・プロダクション
1971年10月12日、ブロードウェイの舞台公演が開幕し、マーク・へリンジャー・シアターにてトム・オホーガンが演出した。ジーザス役にジェフ・フェンホルト、ユダ役にベン・ヴリーン、カイアファ役にボブ・ビンガム、ヘロデ王役にポール・エインスリーが配役され、デネンとエリマンが再演した。ヴリーンが病気で休演してカール・アンダーソンが代役となり、その後2人の俳優がユダ役を演じた。1973年6月30日、711回上演の後に閉幕した。評価は賛否両論であった。ユダ役にアフリカ系アメリカ人を起用した大胆なキャスティングが評価されたが、「ニューヨーク・タイムズ」紙の批評家クライヴ・バーンズはコンセプトを批判した。トニー賞において楽曲賞を含む5部門にノミネートされたが受賞しなかった。ロイド・ウェバーはドラマ・デスク・アワード作曲賞を、ヴリーンはシアター・ワールド賞を受賞した。

#### 批判
演劇批評家らから絶賛を得たが、敬虔なキリスト教徒やキリスト教原理主義者らからは「聖書に忠実ではない」「神に対する冒涜だ」など公開当初から道徳的な批判を受けていた。1971年のブロードウェイ公演の初日は、キリスト教やユダヤ教の信者がプラカードを掲げて劇場前でデモを行うなど周辺が騒然とした。
ブロードウェイおよびその後の公演で複数の宗教団体から糾弾されている。ティム・ライスはジーザスは神でなく、シンプルに適材適所の登場人物なだけと語った。複数のキリスト教徒がこのようなコメントを冒涜と考え、ユダの役柄が同情的でありながらジーザスに批判的であると不快感を示した。またジーザスの復活への言及がないことからミュージカル『Godspell』と類似した批判が起こった。
同時に複数のユダヤ人がカイアファ、司祭たち、ヘロデ王など悪役のほとんどがユダヤ人であり、エルサレムの群衆がはりつけを求めており、ジーザスの死はユダヤ人の責任であるかのように描かれ、反ユダヤ主義を植え付けるものであると批判した。南アフリカでは反宗教的であるとして上演禁止となった。1972年版はハンガリー人民共和国において、宗教的プロパガンダの流布として上演禁止となった。

#### オリジナルスタッフ
- 製作：ロバート・スティッグウッド（英語版）
- アメリカンメガトレンド
- 作曲：アンドリュー・ロイド・ウェバー
- 作詞・台本：ティム･ライス
- 演出：トム・オホーガン（英語版）

### 1970年代、1980年代

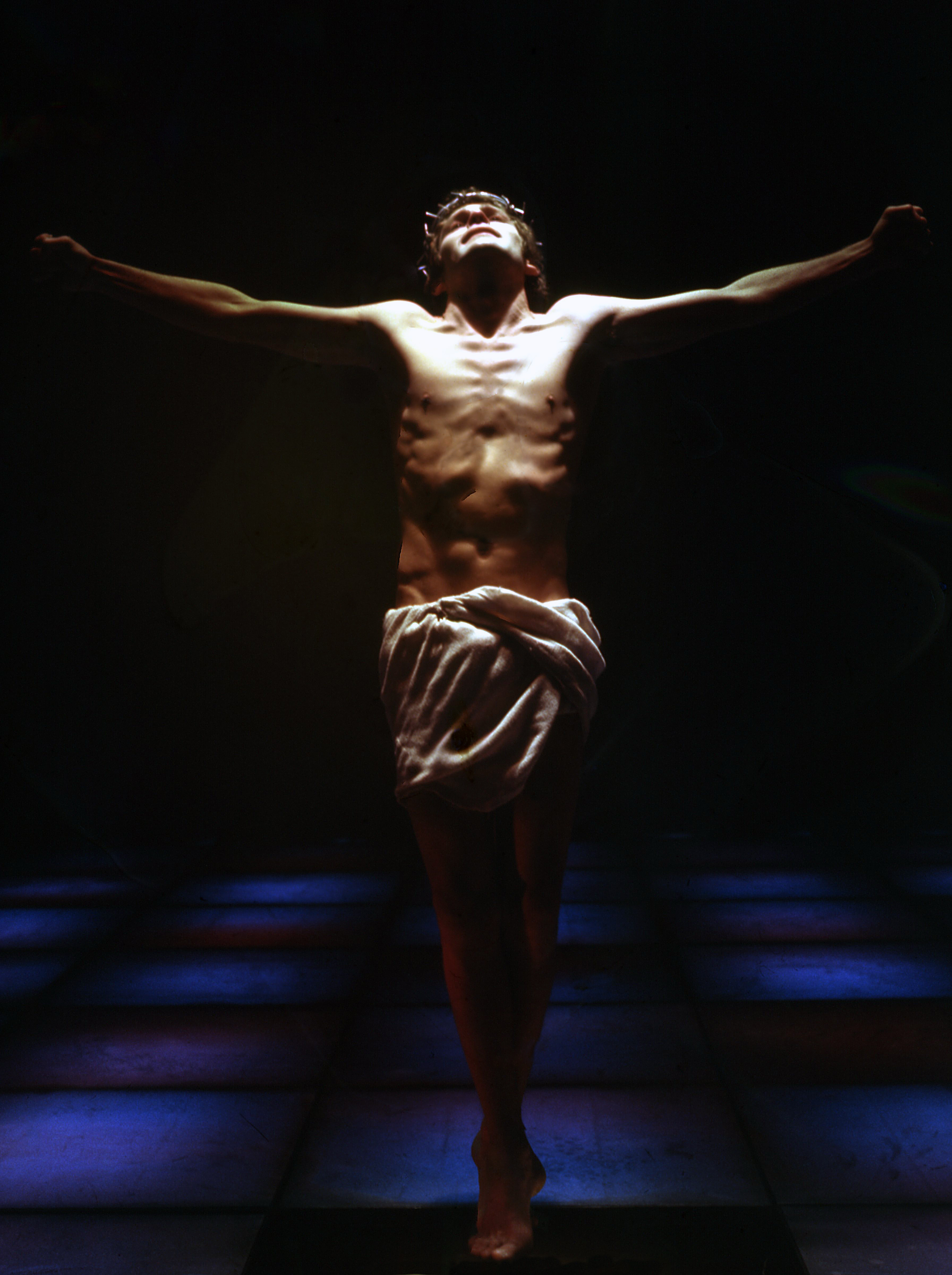
ジーザス役のポール・ニコラス

1972年、ロンドンのパレス・シアターにて開幕し、ジーザス役にポール・ニコラス、ユダ役にシュテファン・テイト、マリア役にダナ・ギレスピーが配役された。オーストラリア人のジム・シャーマンが演出した。8年間上演されてオリジナル・ブロードウェイ公演より成功をおさめ、当時イギリスの最長ロングラン・ミュージカルとなった。ドミートリイ・ショスタコーヴィチが死の直前にロンドン公演を観劇した。ショスタコーヴィチはこのような作品を作曲できなかったことを後悔し、弦楽器、金管楽器、木管楽器をロックバンドが支えていることを評価した。
1972年2月18日から5日間、ヨーテボリにあるスカンジナヴィアムにてスウェーデン公演が上演され、74,000人が観劇し、当時の最高記録となった。マリア役にABBAのアグネタ・フォルツコグが配役された。1972年3月16日、南オーストラリア州アデレードにあるメモリアル・ドライブ・バークにてオラトリオ版が上演された。1972年5月、シドニーのキャピタル・シアターにて初の公式オーストラリア公演が上演され、その後メルボルンのパレス・シアターに移行した。再びシャーマンが演出し、ジーザス役にトレヴァー・ホワイト、ユダ役にジョン・イングリッシュ、マリア役にミシェル・ファードン(1972年–1973年)とマーシャ・ハインズ(1973年–1974年)が配役された。ハインズはマリア役初の黒人女性となった。他の出演者はレグ・リヴァモア、ジョン・ポール・ヤング、スティーヴィー・ライト、ロリー・オドノグーがおり、グラハム・ラッセルとラッセル・ヒッチコックはこの公演で出会い、のちにエア・サプライを結成した。1974年2月に閉幕した。1972年6月、ユーゴスラビア社会主義連邦共和国のベオグラードにあるAtelje 212劇場にて開幕し、Jovan Ćirilovが翻訳作詞を務めた。ジーザス役にKorni GrupaのヴォーカリストのZlatko Pejaković、マリア役にAzra Halinović、ピラト役にBranko Milićevićが配役された。開幕公演はセルビア国営放送で中継された。当時駆け出しのミュージシャンであったBora ĐorđevićとSrđan Marjanovićがコーラスとして参加していた。この公演はユーゴスラビア国民から称賛された。
1973年、パリにあるThéâtre de Chaillotでフランス公演が開幕し、ピエール・ドラノエが翻訳作詞を務めた。ジーザス役にダニエル・ベレッタ、マリア役にアン・マリー・デイヴィッドが配役された。批評家からの評判は良くなく、30回上演ののち打ち切りとなった。1973年、アイルランドのダブリンにあるゲイティ・シアターにて開幕し、ノエル・ピアソンがプロデュースした。ペトロ役にジム・マッキャンが配役され、ヘロデ王役を演じたルーク・ケリーが批評家から称賛された。1974年、メキシコにて『"Jesucristo Super Estrella"』として初のスペイン語公演が上演された。マリア役にJulissaが配役された。1年後、スペイン語圏で2度目の公演が上演された。スペインにて『"Jesucristo Superstar"』として、スペイン人歌手、作曲家のカミロ・セストが演出およびジーザス役を務めた。1974年、ペルーおよびシンガポールでも上演された。
1971年、ロバート・スティグウッドは北米ツアー公演を開始し、ジーザス役にロバート・コーフおよびトム・ウェストマンが配役された。1976年から1980年、ローラ・シャピロ・クラマーにより大規模な全米ツアー公演が行なわれた。1977年11月23日から1978年2月12日、初のブロードウェイ再演が行なわれた。ウィリアム・ダニエル・グレイが演出、ケリー・キャロルが振付を担当し、ジーザス役にウィリアム・ダニエル・グレイ、ユダ役にパトリック・ジュード、マリア役にバーバラ・ナイルズが配役された。その後ローカルの市民劇団でも上演されるようになった。
1981年、ベネズエラにてEmilio de Sotoの演出、163名の出演者による英語版が上演された。1982年から1984年、トレヴァー・ホワイト演出および主演によるオーストラリア・プロダクションがオーストラリアおよび東南アジアをツアー公演した。ユダ役にダグ・パーキンソン、マリア役にマーシャ・ハインズが配役された。

### 1990年代、2000年代
1992年、北米ツアー再演が行なわれ、ブロードウェイ公演と1973年映画版ジーザス役のテッド・ニーリー、ユダ役のカール・アンダーソンが再演し、批評家から称賛された。ピラト役にデニス・デヤング、マリア役にシリータ・ライトとアイリーン・キャラが配役された。3から4ヶ月で閉幕する予定だったが、最終的に5年間上演された。公演期間中、マリア役にクリスティン・リア、ピラト役にジェイソン・レイズ、メイド役およびマリア役代役にリサ・サイモンが交代した。1992年、オーストラリアにてコンサート版ツアー公演が行なわれ、ジーザス役にジョン・ファーナム、ユダ役にジョン・スティーヴンス、マリア役にケイト・セベラノが配役された。興行収入記録を更新し、サウンドトラック・アルバムは1位を獲得した。1994年、ニュージーランド公演が行なわれ、ジーザス役にダリル・ラヴグローヴ、ユダ役にJay Laga'aia、カイアファ役にフランキー・スティーヴンスが配役された。1994年、アトランタ、オースティン、シアトルにて『Jesus Christ Superstar: A Resurrection』が上演され、インディゴ・ガールズのエイミー・レイがジーザス役、エイミー・セリアズがマリア役に配役され、ユダ役をマイケル・ロラントが演じた。
1996年、ライシーアム・シアターにてロンドン公演が再演され、1年半上演された。ゲイル・エドワーズが演出し、ジーザス役にスティーヴ・バルサモ、ユダ役にザビン・ヴァーラ、マリア役にジョアンナ・アンピルが配役された。キャスト・レコーディングにおいてヘロデ王役をアリス・クーパーが歌ったが、舞台では演じていない。ローレンス・オリヴィエ賞において再演ミュージカル作品賞にノミネートされたが受賞しなかった。その後全英ツアー公演に移行した。2000年、ブロードウェイにあるフォード・センター・パフォーミング・アーツに移行した。ジーザス役にグレン・カーター、ユダ役にトニー・ヴィンセントが配役された。開幕時の評価は賛否両論であったが、161回上演された。トニー賞再演ミュージカル作品賞にノミネートされたが受賞しなかった。2002年、全米ツアー公演が行なわれ、ジーザス役にセバスチャン・バックが配役され、アンダーソンがユダ役を再演した。バックの評価は賛否両論であったが、アンダーソンは再び称賛された。2003年4月、バックからエリック・カンズに交代した。2003年、アンダーソンは白血病の診断を受けて降板し、2004年に亡くなった。アンダーソンの降板直後に閉幕した。
2004年、1年間に亘る全英ツアー公演が開幕し、ボブ・トムソンとビル・ケンライトが演出した。カーターがジーザス役を再演し、ユダ役にジェイムス・フォックスが配役された。2005年、スカンジナビア公演が上演され、ジーザス役にオーストラリア人のピーター・マーフィ、マリア役にアメリカ人のクリス店・カミングス、ユダ役にイギリス人のジョン・ボイドン、ヘロデ王役にフランス人のジェローム・プラドン、ピラト役にオーストラリア人のマイケル・ジョン・ハーニーが配役された。2006年から5年間、全米ツアー公演が行なわれ、ジーザス役をニーリーが再演し、ユダ役にコリー・グロヴァー、マリア役にクリスティン・リアが配役された。2004年から年に1回、チリのサンティアゴにてヘビーメタル版が上演されている。ゲイリー・シェローンがボストンにて1994年、1996年、2003年にジーザス役、2000年にユダ役を演じた。

### 2010年代、2020年代
2011年、カナダのオンタリオ州ストラトフォードで行なわれたストラトフォード・フェスティバルにて新たなプロダクションが上演された。デス・マカナフが演出し、ジーザス役にポール・ノーラン、ユダ役にジョシュ・ヤング、ピラト役にブレント・カーヴァー、マリア役にチリナ・ケネディ、ヘロデ王役にブルース・ドウ、マーサ役にメリッサ・オニールが配役された。2011年終盤、ラホヤ・プレイハウスに、2012年、ブロードウェイのニール・サイモン・シアターに移行し、ピラト役はトム・ヒューイットに交代した。評価は賛否両論であった。トニー賞において再演ミュージカル作品賞、ジョシュ・ヤングへの男優賞の2部門にノミネートされた。どちらも受賞しなかったが、ヤングはシアター・ワールド・アワードを受賞した。24回プレビュー公演、116回本公演を上演後閉幕した。
2012年、イギリスのITVにおいてアンドリュー・ロイド・ウェバーのプロデュースによるオーディション番組『Superstar』が放送され、視聴者投票でジーザス役にベン・フォースターが選出され、2012年9月、O2アリーナからアリーナ・ツアーが開幕した。ユダ役にティム・ミンチン、マリア役にメラニー・チズム、ヘロデ王役にクリス・モイルスが配役された。ロイド・ウェバーは元々従来の舞台では押しつけがましくなるためロック・コンサートとしての上演を意図していたと語った。2013年3月、イギリスで全英ツアー公演を再開し、5月、オーストラリアのパースにてオーストラリア・ツアー公演が開幕した。オーストラリア公演ではヘロデ王役にアンドリュー・オキーフ、ピラト役に1992年のアリーナ・ツアーでユダ役を演じたジョン・スティーヴンスが配役された。
2016年7月15日から8月27日、ロンドンのリージェント・パーク・オープンエア・シアターにてブロードウェイ公演45周年を祝しティモシー・シーダーの演出による再演が行なわれた。イブニング・スタンダード・シアター賞のBBCラジオ2の聴取者が選ぶミュージカル作品賞、ローレンス・オリヴィエ賞再演ミュージカル作品賞を受賞した。2017年8月11日から9月23日、オープンエア・シアターにて再演された。2018年4月下旬から5月下旬まで、シカゴ・リリック・オペラがこのプロダクションの上演を主催し、2019年7月9日から8月24日、ロンドンのバービカン・センターにてロンドン公演が上演され、2019年10月から50周年全米ツアー公演が行なわれた。2020年3月、新型コロナウイルス感染症の世界的流行により全米ツアー公演が一時的に中断された。8月14日から9月27日、リージェント・パーク・オープンエア・シアターにて社会距離をとりながら再開した。2021年9月28日、オレゴン州ポートランドにあるケラー・オーディトリアムにて全米ツアー公演が再開された。
2017年4月19日から5月28日、イリノイ州オーロラにあるパラマウント・シアターにてロン・ケラム演出による全黒人出演者による公演が上演された。
2021年11月23日、ツアー公演でユダ役を演じたジェイムス・D・ビークスがアメリカ合衆国議会議事堂襲撃事件への関与で逮捕された。ビークスは芸名ジェイムスTジャスティスとして出演していた。極右反政府民兵組織オース・キーパーズを金銭的に支援し、国会議事堂に侵入しようとしたとされる。直後、ビークスはツアー公演を出演中止となった。2021年12月2日、2016年ロンドン公演でユダ役を演じたタイロン・ハントリーがビークスの後継となることが発表された。

#### 年譜
- 1971年10月12日 - 1973年6月30日 全711公演 - マーク・ヘリンジャー劇場 （現タイムズ・スクウェア・チャーチ）
- 1972年8月9日 - 1978年10月3日 パレス劇場
- 1977年11月23日 - 1978年2月12日 全96公演 - ロングエイカー劇場
- 1996年11月19日 - 1998年3月28日 ライシアム劇場
- 1998年8月18日 - 1999年2月27日 ツアープロダクション
- 2000年4月16日 - 9月3日 全161公演 - フォード・センター劇場 （現ヒルトンシアター）
- 2001年10月23日 - 11月17日 ツアープロダクション

### 著名な海外プロダクション

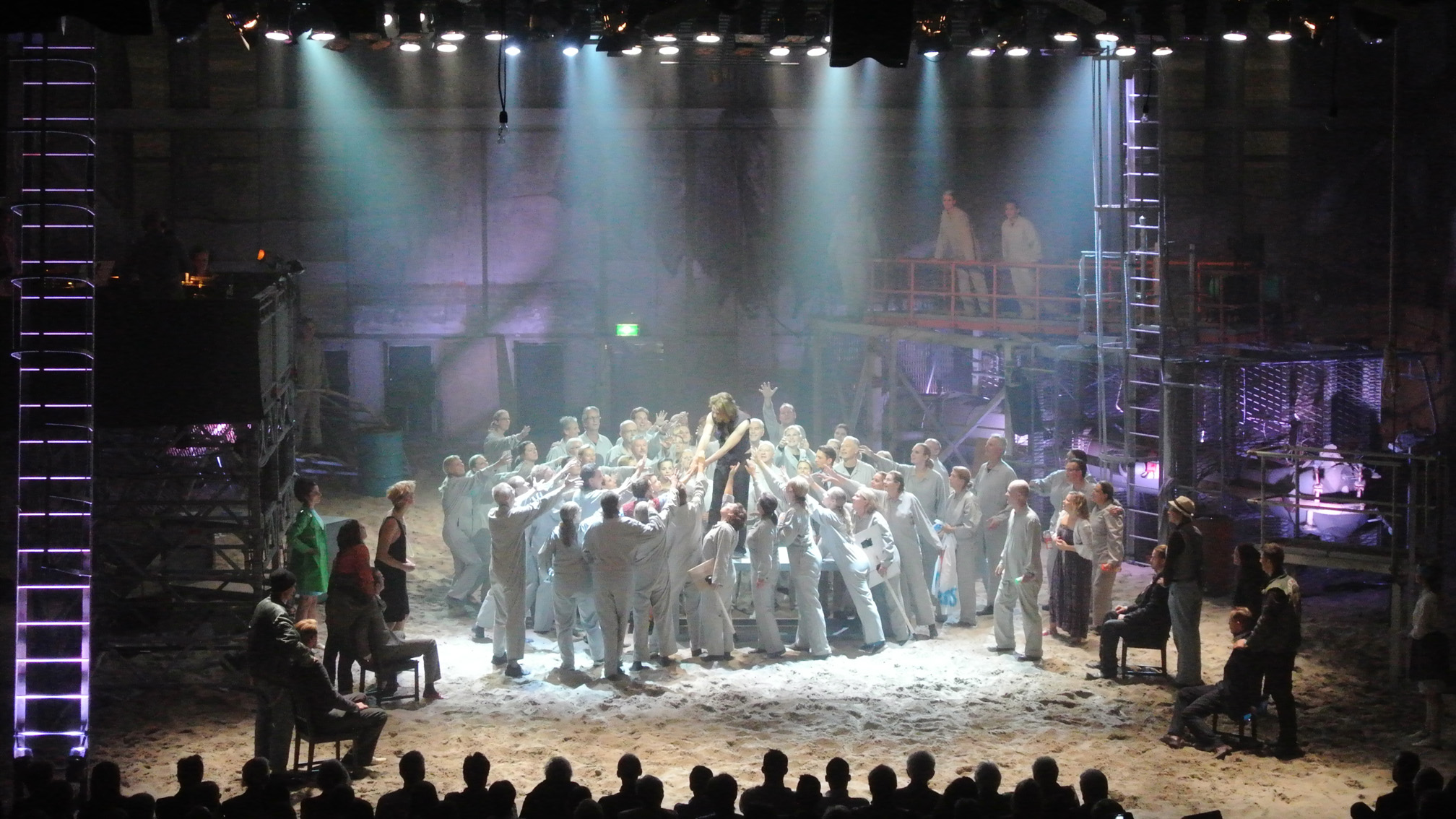
2013年、オランダ ロッテルダム

1975年、スペイン公演でカミロ・セストが、1976年、日本公演で鹿賀丈史がジーザス役を演じた。1981年、メキシコ公演でロシオ・バンケルスがマリア役を演じた。1994年から1998年までの1288回、プラハにあるSpirála Theatreでチェコ公演が上演された。2006年から2008年、ベネズエラにてマイケル・ハウスマン演出により上演された。2007年から2009年、ステージ・エンタテイメントによるスペイン公演が上演され、その後イタリア、スウェーデン、ノルウェーにてロングラン公演が行なわれた。スウェーデンではジ・アークのヴォーカルであるオラ・サロがジーザス役を演じた。
1981年以降、オーストリアのウィーンにてコンサート公演が上演されており、2015年のイースターにはDrew Sarichがジーザス役を演じた。
2010年、ハーベストレイン・シアター・カンパニー主催、ティム・オコナー演出によりオーストラリア公演が上演された。ジーザス役にルーク・ケネディ、マリア役にナオミ・プライス、ユダ役にトッド・ストライク、ヘロデ王役にスティーヴン・タンディが配役された。2017年、オーストラリアのアーツセンター・メルボルンにて上演され、ジーザス役をロブ・ミルズがジーザス役を演じた。
2014年、ブラジルのサンパウロにて上演され、ジーザス役にアイゴー・リッキー、マリア役にネグラ・リーが配役された。2014年、ペルーのリマのサリタ・コロニア刑務所にて受刑者の更生プログラムの一環として上演された。80人の受刑者が参加し、受刑者のフレディ・バティフォラが演出およびジーザス役を担当し、一部報道された。カトリック教会はこの公演を認定した。
2018年、ロシアのパーム・アカデミック・シアターにてマイケル・ハント演出による公演が上演された。ハントはリアリー・ユースフル・グループと連携し、新たな演出を作り上げた。リアリー・ユースフル・グループのサポートを受けた初の公式プロダクションで、ロシアで非常に人気となった。

### 日本での公演
日本では劇団四季が1973年に「ロックオペラ イエス・キリスト＝スーパースター」を初演した。本作品は浅利慶太が独自に演出して曲目以外の演出が原作と大きく異なることから、原作と公演題目が異なる。イエス役で主役デビューした鹿賀丈史は本作で絶賛されて四季のトップスターとなる。劇団四季は、1976年に本作を発展させた「ジーザス・クライスト＝スーパースター エルサレム版」、1987年に自由な演出で加飾した「ジーザス・クライスト＝スーパースター ジャポネスク版」を製作している。

#### 日本版スタッフ
- 製作：劇団四季
- 訳詞：岩谷時子
- 美術：金森馨
- 振付：山田卓
- 照明：沢田祐二
- 音楽監督・指揮：渋谷森久
- 演出：浅利慶太

#### 日本版キャスト
- ジーザス・クライスト：鹿賀丈史・山口祐一郎・芥川英司・柳瀬大輔・金田俊秀・芝清道・神永東吾・清水大星・加藤迪
- イスカリオテのユダ：飯野おさみ・寺田稔・滝田栄・田代久雄・沢木順・芝清道・田中彰孝・金森勝・佐久間仁・吉岡慈夢
- マグダラのマリア：島田祐子・久野秀子(久野綾希子)・野村玲子・鈴木京子・志村幸美・保坂知寿・高木美果・木村花代・伊藤志保・西珠美・山本紗衣・谷原志音・江畑晶慧・守山ちひろ
- ヘロデ：市村正親・下村尊則・もんたよしのり・半場俊一郎・大塚俊・北澤裕輔・阿部よしつぐ・飯田達郎・阿久津陽一郎・大森瑞樹・劉昌明

## レコーディングおよびラジオ放送
1970年のオリジナル・コンセプト・アルバム『ジーザス・クライスト・スーパースター (アルバム)』がヒットし、1971年、『ビルボード』誌のポップ・アルバム部門で第1位を獲得した。1972年、1992年のオーストラリア版『ジーザス・クライスト・スーパースター (オリジナル・オーストラリア・キャスト・レコーディング)』もどちらもヒットした。
1994年、スタジオ・レコーディング版『Jesus Christ Superstar: A Resurrection』がリリースされた。
1996年、BBCラジオ2でラジオ・プロダクションが放送され、ジーザス役にトニー・ハドリー、ユダ役にロジャー・ダルトリー、マリア役にフランシス・ラッフェル、ヘロデ王役にジュリアン・クラリーが配役された。8月6日、BBCラジオ4エクストラで再放送された。
2018年5月、アズテック・レコードは1973年オーストラリア公演のライブ・レコーディングをリリースした。それ以前のレコーディングは海賊版として出回った。

## 派生作品

### 映画版
1973年にユニバーサル・ピクチャーズが映画化した。監督したノーマン・ジュイソンは、1970年にリリースされた2枚組の『オリジナル・ロンドン・コンセプト・アルバム』を聴いて映画化を決め、本作舞台を観覧せずにアルバムを聴きながら構想して撮影場所を決めた。出演者のオーディションはアメリカとイギリスで行われて有名な人物を主役に採用することを決定していたが、ノーマンは米国でテッド・ニーリーと出会い、カール・アンダーソンと共にロンドンでオーディションしてジーザスとユダ役に決定した。サウンドトラックはロンドンのスタジオで録音された。
舞台同様キリスト教団体からの批判は根強く、時に映画館が爆破や放火の対象にされるなどの騒ぎも起こった。ブロードウェイのオリジナルキャストを揃えた本作の評価は高く、第31回ゴールデングローブ賞において作品賞のほか、ジーザス役のテッド・ニーリー、ユダ役のカール・アンダーソン、マリア役のイヴォンヌ・エリマンがノミネートされた。カイアファ役のボブ・ビンガム、ピラト役のバリー・デネンも称賛された。カイアファとアンナスの対話の新曲『"Then We Are Decided"』が映画版のために作曲された。
日本では1973年12月15日に上映公開され、1984年に再上映された。
1999年、第2版が撮影され、2000年および2001年に世界中で公開された。ジーザス役にグレン・カーター、ユダ役にジェローム・プラドン、マリア役にレネー・キャッスル、ヘロデ王役にリック・メイヨールが配役され、ゲイル・エドワーズとニック・モリスが監督した。2000年10月、イギリスで公開された。2001年3月、アメリカでVHSおよびDVDがリリースされ、4月、PBSの『Great Performances』シリーズの一環として放送された。2001年11月、国際エミー賞パフォーミング・アーツ映画賞を受賞した。映画の様式はロケで撮影した1973年版より舞台版に近く、1996年-1999年イギリス公演のアイデアが多く使用された。

#### 1973年版スタッフ
- 監督 - ノーマン・ジュイソン (Norman Jewison)
- 撮影 - ダグラス・スローカム (Douglas Slocombe)
- 作曲 - アンドリュー・ロイド・ウェバー (Andrew Lloyd Webber)
- 指揮 - アンドレ・プレヴィン (Andre Previn)
- 字幕翻訳 - 高瀬鎮夫

#### 1973年版キャスト
- イエス・キリスト - テッド・ニーリー (Ted Neeley)
- イスカリオテのユダ - カール・アンダーソン (Carl Anderson)
- マグダラのマリア - イヴォンヌ・エリマン (Yvonne Elliman)
- ピラト総督 - バリー・デネン（英語版） (Barry Dennen)
- カヤパ（カイアファ） - ボブ・ビンガム（英語版） (Bob Bingham)

#### 1973年版の補足
- 本作品は聖書の舞台であるイスラエルを含む中東で撮影された[61]。主なロケ地は死海、イスラエル北部ベイト・シェアン及び、イスラエル中部ベイト・グブリン国立公園内のベト・グヴリン洞窟群である。人工的なセットを建てずに砂漠の遺跡を使用して、時に40°Cを越える猛暑の中で撮影が行われた。
- 作曲を担当したアンドリューは舞台版のように現代的な作品を望んでいたことから本作の演出を嫌っていた。のちに彼自身がプロデューサーとして製作した映画版『オペラ座の怪人』は、台詞や歌詞の一字一句から設定や演出の細部まで舞台版と同一に構成されている。
- 監督したノーマン・ジュイソンは、映画版の演出を「歴史劇でもなければ現代劇でもない、いつの時代にも通じる超時間的な作品を造りたかった」と語っている。
- 2000年にリバイバル版を映像化したビデオ作品が発表された。リバイバル版の舞台を手がけたゲイル・エドワーズが監督し、グレン・カーター（英語版） とジェローム・プラドン（英語版） が主演して現代のニューヨークを効果的に舞台として映像化した。

### テレビ
2018年4月1日のイースターの日曜日、NBCがライヴ・コンサート版を放送した。ジーザス役にジョン・レジェンド、マリア役にサラ・バレリス、ユダ役にブランドン・ヴィクター・ディクソン、ヘロデ王役にアリス・クーパー、カイアファ役にノーム・ルイス、ピラト役にベン・ダニエルズ、アンナス役にジン・ハ、シモン役にエリック・グロンウォール、ペトロ役にジェイソン・タムが配役された。

## 主要登場人物および主な出演者
| 登場人物             | コンセプト・アルバム (1970年) | ブロードウェイ (1971年) | ウェスト・エンド (1972年) | ブロードウェイ再演 (1977年)  | ウェスト・エンド再演 (1996年)                               | ブロードウェイ再演 (2000年)                           | ブロードウェイ再演 (2012年) | 全英アリーナ・ツアー (2012年) | 全米ツアー公演 (2019年)        |
| -------------------- | ----------------------------- | ----------------------- | ------------------------- | ---------------------------- | ----------------------------------------------------------- | ----------------------------------------------------- | --------------------------- | ----------------------------- | ------------------------------ |
| ジーザス・クライスト | イアン・ギラン                | ジェフ・フェンホルト    | ポール・ニコラス          | ウィリアム・ダニエル・グレイ | スティーヴ・バルサモ                                        | グレン・カーター                                      | ポール・ノーラン            | ベン・フォースター            | アーロン・ラヴァイン           |
| イスカリオテのユダ   | マレー・ヘッド                | ベン・ヴリーン          | シュテファン・テイト      | パトリック・ジュード         | ズビン・ヴァーラ                                            | トニー・ヴィンセント (ジェローム・プラドン(映画版))   | ジョシュ・ヤング            | ティム・ミンチン              | ジェイムス・デリスコ・ビークス |
| マグダラのマリア     | イヴォンヌ・エリマン          | イヴォンヌ・エリマン    | ダナ・ギレスピー          | バーバラ・ナイルズ           | ジョアンナ・アンピル                                        | マヤ・デイズ (レネー・キャッスル(映画版))             | チリナ・ケネディ            | メラニー・チズム              | ジェナ・ルバイ                 |
| カイアファ           | ヴィクター・ブロックス        | ボブ・ビンガム          | ジョージ・ハリス          | クリストファー・ケイブル     | ピート・ギャラガー                                          | フレデリック・B・オウエンズ                           | マーカス・ナンス            | ピート・ギャラガー            | アルヴィン・クロフォード       |
| 総督ピラト           | バリー・デネン                | バリー・デネン          | ジョン・パーカー          | ランディ・ウィルソン         | デイヴィッド・バート                                        | ケヴィン・グレイ (フレッド・ジョンソン(映画版))       | トム・ヒューイット          | アレクサンダー・ハンソン      | トミー・シャーロック           |
| アンナス             | ブライアン・キース            | フィル・ジェスロ        | ジミー・カシディ          | スティーヴ・ショクト         | マーティン・キャラガン                                      | レイ・ウォーカー (マイケル・シェイファー(映画版))     | アーロン・ウォルポール      | ジェラルド・ベントール        | タイス・グリーン               |
| 熱心党のシモン       | ジョン・グスタフソン          | デニス・バックリー      | デレク・ジェイムス        | ボビー・ロンドン             | グレン・カーター                                            | マイケル・K・リー (トニー・ヴィンセント(映画版))      | リー・シーゲル              | ジョヴァンニ・スパノ          | エリック・A・ルイス            |
| ペトロ               | ポール・デイヴィス            | マイケル・ジェイソン    | リチャード・バーンズ      | ランディ・マーティン         | ジョナサン・ハート                                          | ロドニー・ヒックス (ケヴィン・コーンウォール(映画版)) | マイク・ナダジュースキー    | マイケル・ピッカリング        | トミー・マクダウェル           |
| ヘロデ王             | マイク・ダボ                  | ポール・エインスリー    | ポール・ジャバラ          | マーク・サイアーズ           | ニック・ホルダー (アリス・クーパー(キャス・レコーディング)) | ポール・ケンデル (リック・メイヨール(映画版))         | ブルース・ドウ              | クリス・モイルス              | ポール・ルイス・レッサード     |

## 受賞歴

### オリジナル・ブロードウェイ・プロダクション
| 年     | 賞                           | 部門                         | ノミネート者                                   | 結果       |
| ------ | ---------------------------- | ---------------------------- | ---------------------------------------------- | ---------- |
| 1972年 | トニー賞                     | ミュージカル助演男優賞       | ベン・ヴリーン                                 | ノミネート |
| 1972年 | トニー賞                     | オリジナル楽曲賞             | アンドリュー・ロイド・ウェバー、ティム・ライス | ノミネート |
| 1972年 | トニー賞                     | 装置デザイン賞               | ロビン・ワグナー                               | ノミネート |
| 1972年 | トニー賞                     | 衣装デザイン賞               | ランディ・バーチェロ                           | ノミネート |
| 1972年 | トニー賞                     | 照明デザイン賞               | ジュールス・フィッシャー                       | ノミネート |
| 1972年 | ドラマ・デスク・アワード     | 作曲賞                       | アンドリュー・ロイド・ウェバー                 | 受賞       |
| 1972年 | シアター・ワールド・アワード | シアター・ワールド・アワード | ベン・ヴリーン                                 | 受賞       |

### 1996年、ウェスト・エンド再演
| 年   | 賞                       | 部門                   | ノミネート者           | 結果       |
| ---- | ------------------------ | ---------------------- | ---------------------- | ---------- |
| 1997 | ローレンス・オリヴィエ賞 | 再演ミュージカル作品賞 | 再演ミュージカル作品賞 | ノミネート |

### 2000年、ブロードウェイ再演
| 年   | 賞       | 部門                   | ノミネート者           | 結果       |
| ---- | -------- | ---------------------- | ---------------------- | ---------- |
| 2000 | トニー賞 | 再演ミュージカル作品賞 | 再演ミュージカル作品賞 | ノミネート |

### 2012年、ブロードウェイ再演
| 年   | 賞                           | 部門                         | ノミネート者                     | 結果       |
| ---- | ---------------------------- | ---------------------------- | -------------------------------- | ---------- |
| 2012 | トニー賞                     | 再演ミュージカル作品賞       | 再演ミュージカル作品賞           | ノミネート |
| 2012 | トニー賞                     | ミュージカル助演男優賞       | ジョシュ・ヤング                 | ノミネート |
| 2012 | ドラマ・デスク・アワード     | 再演ミュージカル作品賞       | 再演ミュージカル作品賞           | ノミネート |
| 2012 | ドラマ・デスク・アワード     | 音響デザイン賞               | スティーヴ・キャニオン・ケネディ | ノミネート |
| 2012 | シアター・ワールド・アワード | シアター・ワールド・アワード | ジョシュ・ヤング                 | 受賞       |

### 2016年、リージェント・パーク・オープンエア・シアター再演
| 年   | 賞                                           | 部門                   | ノミネート者                     | 結果       |
| ---- | -------------------------------------------- | ---------------------- | -------------------------------- | ---------- |
| 2016 | イヴニング・スタンダード・シアター・アワード | ミュージカル作品賞     | ミュージカル作品賞               | 受賞       |
| 2016 | イヴニング・スタンダード・シアター・アワード | 新人賞                 | ティローン・ハントリー           | 受賞       |
| 2017 | ローレンス・オリヴィエ賞                     | 再演ミュージカル作品賞 | 再演ミュージカル作品賞           | 受賞       |
| 2017 | ローレンス・オリヴィエ賞                     | ミュージカル男優賞     | ティローン・ハントリー           | ノミネート |
| 2017 | ローレンス・オリヴィエ賞                     | 振付賞                 | ドリュー・マコニー               | ノミネート |
| 2017 | ローレンス・オリヴィエ賞                     | 照明デザイン賞         | リー・カラン                     | ノミネート |
| 2017 | ローレンス・オリヴィエ賞                     | 音響デザイン賞         | ニック・リドスター・オートグラフ | ノミネート |
| 2017 | ローレンス・オリヴィエ賞                     | 音楽功労賞             | バンド、カンパニー               | ノミネート |